# Terror en la embajada
Terror en la embajada, la historia oculta de los crímenes en Costa Rica es un libro que se publicó en agosto de 2006 en Santiago de Chile.
Su autor es el periodista Rodrigo Insunza Ginart que, tras casi dos años de pesquisas, plasmó en sus páginas todos los antecedentes reunidos, y que intentan explicar las muertes ocurridas el martes 27 de julio de 2004 en la embajada de Chile, con sede en San José de Costa Rica. Terminada la investigación formal realizada por el Ministerio Público de Costa Rica, se desconocen los verdaderos motivos que llevaron al policía tico, Orlando Jiménez, para querer asesinar a los chilenos Roberto Nieto (primer secretario), Christian Yuseff (segundo secretario y cónsul) y Rocío Sariego (asesora cultural). Por su parte, las autoridades chilenas demostraron escaso interés en indagar más allá de lo «políticamente correcto», dice su autor.
Poco después del atentado, el embajador chileno Guillermo Yunge Bustamante (1953-) fue sancionado con la separación de su cargo y abandonó la vida pública, sin volver a Chile.
Yunge  fue informados 2 meses antes de los hechos en la embajada que terminaría sus funciones como embajador después de 4 años desde que asumió el cargo.
En su momento, la prensa de ambos países dio a conocer una serie de antecedentes que intentaron hallar respuestas a la supuesta locura o demencia temporal que habría afectado al victimario. Se habló de una carta, de malos tratos, de dineros, entre otros. Sin embargo, no existe una base científica que dé sustento a aquello.
Por otro lado, la autopsia psicológica practicada al policía es de suma importancia para comenzar a dudar de algunos tópicos aceptados durante la investigación formal. La autopsia psicológica entrega importantes conclusiones:

No hay indicaciones de que el señor Orlando Jiménez planeara estos actos homicidas de forma anticipada (...) La evidencia apunta hacia la idea de que Jiménez decide ingresar a la embajada y asesinar a tres personas, específicamente, en ese mismo momento. [...] La información recopilada no permite suponer la presencia de un trastorno mental significativo que produjera un estado reactivo en el que el señor Jiménez no supiera lo que estaba haciendo.

Hay que tener presente que el policía tuvo al frente, con su fusil M16 en ristre, no solo a las tres víctimas chilenas, sino a la totalidad de los funcionarios que salvaron su vida ese día. Sin embargo, Jiménez nunca arremetió contra ellos. El guardia, oriundo de Puriscal, llevó a cabo una selectiva y eficiente maniobra en contra de Nieto, Yuseff y Sariego. El victimario seleccionó a sus víctimas. Otra de las conclusiones que entrega la autopsia psicológica, indica que «no es posible establecer una relación causa-efecto en la explicación del comportamiento violento».
Si Jiménez nunca tuvo motivos para querer asesinar a los tres chilenos, ¿por qué lo hizo? Después de perpetrar los asesinatos, ¿por qué decidió suicidarse de manera casi inmediata, sin siquiera intentar huir del lugar o meditar sobre lo obrado? Esta investigación periodística cotejó toda la información recabada y logró determinar otras razones o motivaciones, tal vez, de peso jurídico (que no se investigaron), y apunta al interés de otras personas que tuvieron enconadas diferencias con los mártires chilenos. ¿Fue Orlando Jiménez un chivo expiatorio utilizado para llevar a cabo los crímenes?
Sin embargo, todas las investigaciones judiciales realizadas en Costa Rica y en Chile culminaron con la exoneración absoluta de Yunge y nunca fue mencionada en ninguna de ellas su esposa costarricense.